# 할리나 푼디크
할리나 바실리우나 푼디크(우크라이나어: Гали́на Васи́лівна Пу́ндик, 1987년 11월 7일~)는 우크라이나의 펜싱 선수, 지도자로 주 종목은 사브르이다. 2008년 하계 올림픽 여자 사브르 단체전 금메달을 획득했으며 세계 선수권 대회에서 금메달 2개, 은메달 4개를 획득했다.